# Valery Kipelov
Valery Alexandrovich Kipelov (en russe : Валерий Александрович Кипелов) est un chanteur russe né le 12 juillet 1958 à Moscou (URSS).
Il fut le chanteur du groupe de heavy metal russe Aria de 1985 à 2002, avant de fonder le groupe Kipelov le 1er septembre de la même année.
Il chante deux titres, Put' naverh et Smutnoe vremja dans le film de 2004, Night Watch.
En 2023, il est sanctionné par l'Ukraine pour son soutien à l'invasion russe.